# Lagoa del Mato (Maranhão)
Lagoa do Mato es un municipio brasileño del estado de Maranhão. Fue creado a través de la ley estatal número 6.136, del 10 de noviembre de 1994, separado del municipio de Passagem Franca. El Municipio está localizado en la mesorregión del Este Maranhense y en la microrregión de las Chapadas del Alto del Itapecuru, a 560 km de la capital maranhense, São Luís.
Su población vive básicamente de la agricultura de subsistencia, principalmente de arroz, frijol, maíz y mandioca y un poco de sus artesanías.
La vegetación posee pastizales naturales, también con grandes áreas de babassu, planta típica del sertón maranhense, que también hoy representa una importante fuente de supervivencia y alimentación. Cuenta también con una considerable área de cerrado.
El Municipio de Lagoa do Mato posee una población de 10.225 habitantes y posee un área de geográfica de 1.289 kilómetros cuadrados con una densidad demográfica de 7,93 habitantes por kilómetros cuadrados.